# Breuil-Cervinia
Breuil-Cervinia es una frazione (fr. Hameau) del municipio italiano de Valtournenche, en la región y provincia del Valle de Aosta. 

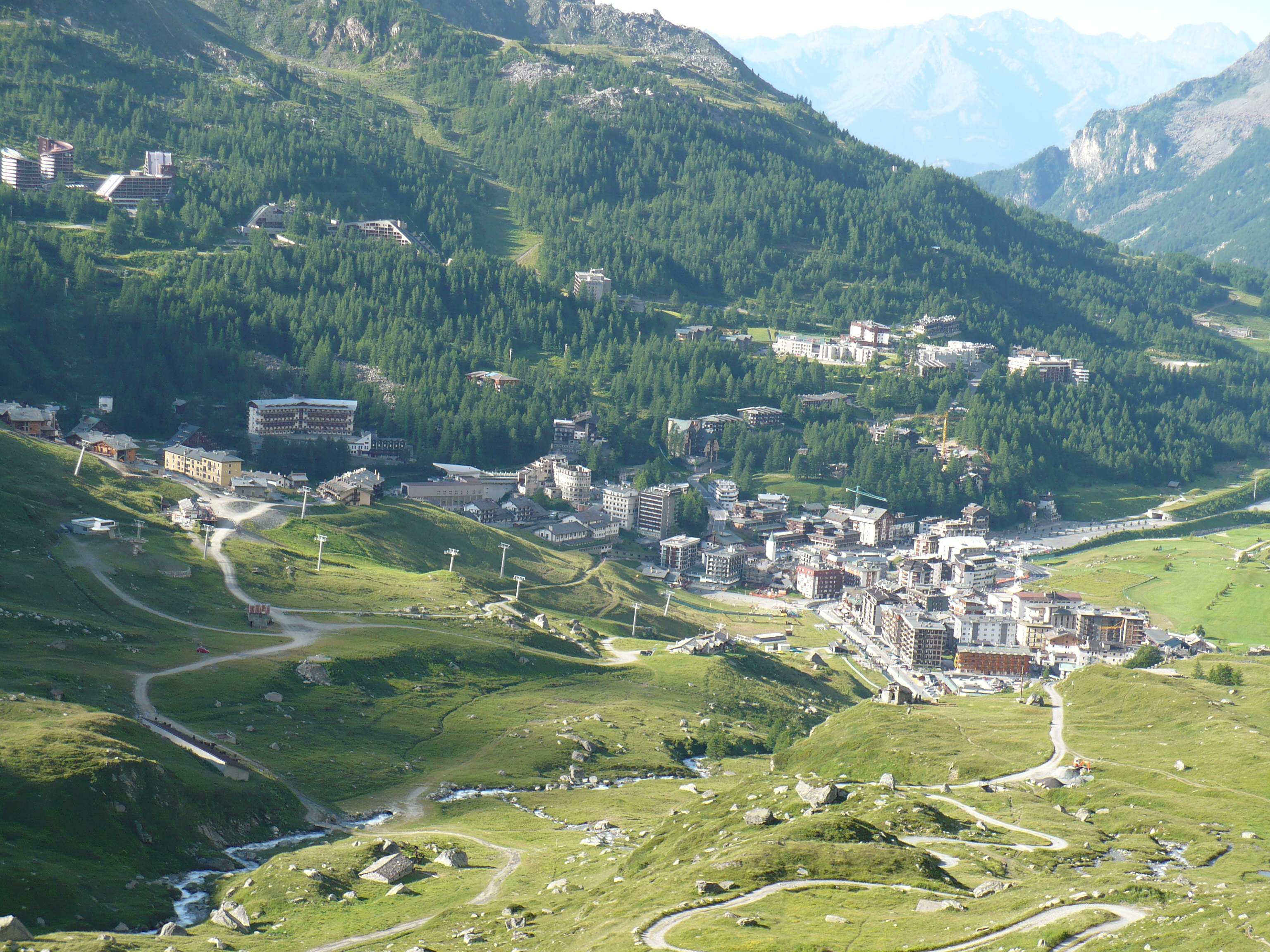
Panorama veraniego de la localidad.

## Toponimia
Breuil es el nombre originario en francés, probablemente derivado de la voz arpitana breuil o braoulé que indica las llanuras palúdicas de montaña, topónimo muy difundido en el Valle de Aosta; Cervinia es el nombre italiano asignado a la localidad en la época fascista. 

## Descripción
Actualmente es una estación de esquí. Breuil-Cervinia queda a 2006 m s. n. m., a los pies del Matterhorn (en italiano, Monte Cervino; en francés, Mont Cervin), en un valle rodeado por altas montañas cubiertas de glaciares, y la desnuda fachada rocosa del Jumeaux. Comparte zona de esquí con Zermatt en Suiza. Algunos de los recorridos son muy largos, siendo el mayor de ellos de 22 km desde el Klein Matterhorn (en italiano Piccolo Cervino, en francés Petit Cervin) en Suiza hacia abajo hasta Valtournenche en Italia. 
La ciudad albergó los Campeonatos Mundiales de Bobsleigh y Skeleton en 1971, 1975 y 1985.